# Porte de Pépi
La porte de Pépi est une porte de ville située à Alaigne, en France.

## Localisation
La porte de ville est située sur la commune d'Alaigne, dans le département français de l'Aude.

## Historique
L'édifice est inscrit au titre des monuments historiques en 1948.